# HD 95771
HD 95771，又名BD+00 2728，SAO 137963、HR 4303，是一颗恒星，视星等为6.14，位于銀經255.51，銀緯51.87，其B1900.0坐标为赤經10h 58m 7.6s，赤緯-0° 51.87′ 40″。